# Пушкинов институт
Пушкинов институт (пун назив Државни институт за руски језик А. С. Пушкин, рус. Государственный институт русского языка имени А. С. Пушкина) је руска образовна и научна установа која се бави проблемима наставе руског као страног језика.

## Историја
Институт је основан 1966. године као Научно-методолошки центар руског језика на Московском државном универзитету. М. В. Ломоносова. Већ 1974. године постаје самостална образовна установа - Институт за руски језик А. С. Пушкина, а од 1998. године има статус државног универзитета.
Од 2013. године је научни, методолошки и информационо-аналитички центар владиног Програма за унапређење руског језика и образовања на руском језику  .
Савјет шефова влада Заједнице независних држава је 20. новембра 2013. године Институту дао статус Основне организације ЗНД за наставу руског језика.
Такође, институт је један од оснивача Руског конзорцијума за тестирање , једног од водећих универзитета који пружа научну, методолошку и организациону подршку државном систему тестирања страних држављана на руском језику.
Институт запошљава специјалисте за методику наставе руског језика као страног, за методику наставе руског језика и књижевности у школи, за лингвистику, књижевну критику и друге филолошке и хуманитарне дисциплине.
Скоро три четвртине прихода института (74%) долази из ванбуџетских извора, док је просјек за руске универзитете тек нешто више од 20% . Институт зарађује како на плаћеном пријему кандидата, тако и на курсевима усавршавања школских наставника, стручној преквалификацији и полагању испита из руског језика од страних држављана.
Први директор, затим ректор, а касније предсједник Института и један од његових оснивача, академик Руске академије образовања, доктор филологије, професор Виталиј Григоријевич Костомаров. Од 2001. до 2013. године ректор Института је био доктор филолошких наука, професор Јуриј Јевгенијевич Прохоров. Од децембра 2013. године до априла 2022. године Институт Пушкин је предводила доктор педагошких наука Маргарита Николајевна Русетскаја. Од 20. септембра 2022. године, Наталија Сергејевна Трухановскаја је ректорка Института Пушкин.

## Главне активности
- реализација образовних програма високог образовања:
  - 45.03.01 Филологија, дипл.инг., 4 године;
    - на профилима: „Домаћа филологија“, „Наставне филолошке дисциплине“ и „Примијењена филологија“.

  - 45.04.01 Филологија, магистратура, 2 године;
    - по програмима: „Руски као страни језик“, „Медијске комуникације у професионалној сфери“, „Филолошка подршка медијима“.

  - 45.04.02 Магистар лингвистике, 2 године;
    - смјер: „Општа и типолошка лингвистика и примјене у области лингвистике“

  - 44.04.01 Педагошко образовање магистрат, 2 године;
  - смјер: "Руски као страни језик"
  - обука научног и педагошког особља на постдипломским студијама :
    - Педагошка научна специјалност:
      - 5.8.2 „Теорија и методе обуке и образовања (руски као страни језик)“);

    - Филолошке научне специјалности:
      - 5.9.1. Руска књижевност и књижевност народа Руске Федерације

- -     -       - 5.9.5. Руски језик. Језици руских народа

- -     -       - 5.9.8. Теоријска, примењена и упоредна лингвистика.

- преквалификација и усавршавање радника са вишом стручном спремом и научно-педагошких радника више стручне спреме;
- подучавање руском језику студентима страног језика из страних земаља и национално-државних формација у саставу Руске Федерације;
- спровођење истраживачког рада у области руског језика и коришћење добијених резултата у образовном процесу;
- развој ефикасних средстава наставе руског као страног и нематерњег језика;
- организација и спровођење међународних односа;
- уопштавање и анализа информација о функционисању руског језика као средства међународне комуникације;
- подршка изучавању руског језика и културе Русије у иностранству, пружање организационе и методолошке помоћи страним центрима руских студија.

## Међународна олимпијада на руском језику за ученике страних земаља
Међународна олимпијада руског језика  одржава се од 1972. године у двије такмичарске области. Први смјер је намијењен средњошколцима страних школа који уче руски као страни језик. Други је за средњошколце страних школа са руским наставним језиком. До 2016. године Олимпијада се одржавала сваке четири године, а након тога је постала годишња. Током Олимпијаде, више од 3.000 страних студената су постали учесници финала.
Олимпијада се одржава у неколико фаза: квалификациона фаза и полуфинале одржавају се на даљину на порталу Образовање на руском, а финално финале се одржава у Москви. Ученици усмено и писмено раде испитне задатке из руског језика, бране пројекте из регионалних студија, учествују на креативном конкурсу „Млади бесједник“.
Као резултат завршних тестова, одређује се 10 апсолутних побједника Олимпијаде и добитници награда у додатним номинацијама. Апсолутни побједници добијају право да студирају на руским универзитетима по програмима филолошко-лингвистичке оријентације о трошку буџета Руске Федерације.
Оснивачи олимпијаде су Министарство просвјете и науке Руске Федерације, Државни институт за руски језик. А. С. Пушкина и Међународно удружење наставника руског језика и књижевности (МАПРИАЛ).
Апсолутни побједници у 2016 години:
| Име члан            | Држава     |
| ------------------- | ---------- |
| Данил Никуленко     | Георгиа    |
| Нгуиен Цам Нгоц     | Вијетнам   |
| Елина Схавга        | Молдавија  |
| Анастасија Миронова | Молдавија  |
| Сергиу Голан        | Румунија   |
| Камила Шахидова     | Таџикистан |
| Анастасија Пузикова | Белорусија |
| Татиана Кинзел      | Казахстан  |
| Зханг Иуки          | Кина       |
| Грета Вислоцките    | Литванија  |

Апсолутни побједници у 2017 години:
| Име члан              | Држава     |
| --------------------- | ---------- |
| Маммадзадех Аидан     | Азербејџан |
| Оганиан Анита         | Јерменија  |
| Кхаетскаиа Мариа      | Белорусија |
| Кровитскаиа Анастасиа | Казахстан  |
| Латсис Јанис          | Летонија   |
| Хермине Моника        | Литванија  |
| Ткацхенко Светлана    | Молдавија  |
| Матлак Хуберт Филип   | Пољска     |
| Јоцич Милица          | Србија     |
| Мајгал Ирена          | Црна Гора  |

## Велики универзални речник руског језика
„Велики универзални речник руског језика“ резултат је 25 година рада ауторског тима Државног института за руски језик. А. С. Пушкина под руководством доктора филологије Валерија Морковкина . Рјечник наводи по азбучном реду најчешће речи које чине лексичко језгро руског језика (око 30.000 ријечи).
Идеју о стварању рјечника изнио је Валериј Морковкин 1973. године у извјештају „О универзалном образовном рјечнику руског језика“, али је рад на садашњем рјечнику почео крајем 1980-их година, а Валериј Морковкин, Галина Богачева и Наталија Лутскаиа су учествовали у његовом стварању. Према ријечима аутора, рјечник је више пута мијењан: неке ријечи, попут „полиција”, „пејџер”, отишле су на периферију, друге су, напротив, морале бити укључене. У рјечнику можете пронаћи појмове као што су "флеш", "хакер" и "бесплатан".
Ријечи су распоређене по азбучном реду, свакој од њих је дато значење, као и граматичке карактеристике. Састављачи публикације намјерно су се фокусирали не само на број речи, већ на давање најпотпунијег описа одабраних јединица. Рјечник одражава промјене које су се десиле у језику у посљедње вријеме, даје исправне опције нагласка, нуди хомониме, синониме и антониме.
Ректорка Института Пушкин, Маргарита Русецкаја, напоменула је да је институт, чија је мисија током 50 година рада била ширење и очување руског језика, а задатак универзитетских специјалиста да раде на рјечницима, објавила је више од једног рјечника у сарадњи са издавачком кућом Рјечници двадесетог вијека. „Један од најјаснијих примјера ове сарадње био је лингвокултуролошки рјечник„ Русија“, који је доживио четири репринта и објављен као онлајн мултимедијални ресурс 2015. године, рекла је Маргарита Русецкаја. Сам правац „лингвокултуролошких студија“ измишљен је у СССР-у и први пут се помиње у књизи „Лингвистички проблеми регионалних студија у подучавању руског језика странаца“ (Москва, 1971. године ) . Оснивач овог тренда је академик Виталиј Костомаров, оснивач и први ректор Института Пушкин.

## Портал„Образовање на руском"
Портал Образовање на руском https://pushkininstitute.ru/  је платформа за учење на даљину за промоцију руског језика. Портал комбинује систем онлајн курсева за наставу руског језика, систем стручног усавршавања на даљину за наставнике руског језика и масовне отворене онлајн курсеве руског језика. Портал „Образовање на руском“ почео је са радом 1. септембра 2014. године. Током прве три године рада портал је посјетило 5,3 милиона људи из 202 земље, од којих је 1,1 милион регистровано на порталу.
Портал пружа обуку у областима „Руски као страни језик“ и „Школа стручне подршке“ (Преквалификација у специјалности „Руски језик као страни језик и методе његове наставе“).
Портал пружа могућност:
- научите руски самостално или под вођством ауторитативног тутора;
- положите тест знања руског језика и добијете сертификат који потврђује ваш ниво;
- стекните знања о различитим темама на отвореним онлајн курсевима руског језика;
- постаните партнер портала тако што ћете се изјаснити и учествовати у пројектима који се реализују на порталу из области проучавања, промоције и очувања руског језика;
- унаприједите квалификације наставника руског као страног језика у области професионалне дјелатности, савладавши један или више програма усавршавања представљених на порталу.
- прођите стручну преквалификацију за специјалисте струке у вези са филологијом и стекните право на обављање стручне дјелатности у области наставе руског као страног језика.

На порталу се одржавају олимпијаде и такмичења: Међународна олимпијада из руског језика за школарце страних земаља (селекцијска фаза), Међународно такмичење из руског језика Артек, Међународна онлајн олимпијада РФЛ „Звук, живи говор! ”, Међународна онлајн олимпијада „Руски са Пушкином” и други.
Техничке могућности портала омогућавају вам да провјерите степен савладавања образовног материјала за све врсте говорне активности: читање, писање, слушање и говор.

## Оператер Програма промоције руског језика и образовања на руском језику
Од 2013. године Институт је научни, методолошки и информационо-аналитички центар Владиног Програма за унапређење руског језика и образовања на руском језику .
Иницијатори програма:
- Савјет за руски језик при Влади Руске Федерације [7];
- Министарство просвјете и науке Руске Федерације [8].

Циљеви програма:
- популаризација руског језика у свијету и подизање нивоа знања руског језика;
- конкурентно позиционирање отвореног образовања на руском језику и наставе руског језика у глобалном образовном простору.

Партнери:
- Федерална агенција за Заједницу независних држава, сународнике који живе у иностранству и међународну хуманитарну сарадњу                          ( Россотрудничество );
- Фондација Русски свијет;
- Међународно удружење наставника руског језика и књижевности (МАПРИАЛ);
- Руско друштво наставника руског језика и књижевности (РОПРИАЛ);
- 20 универзитета из 9 региона Русије: Алтајски крај, Карелија, Поволжа, Северни Кавказ, Сибир, Урал, Централни регион, Москва, Санкт Петербург.

У оквиру Програма, у циљу обезбеђивања приступа образовним ресурсима на руском језику и образовним материјалима на руском језику, креиран је Интернет портал „Образовање на руском“  .
Главни ресурси портала:
Школа руског као страног језика ;
Руска школа  - даје могућност сународницима који живе у иностранству да студирају у складу са руским стандардима; садржи ресурсе за учење на даљину из предмета од 1. до 4. разреда, као и ресурсе за додатно образовање;
Школа професионалне подршке  — програми за стручно усавршавање наставника руског језика на даљину, обуку за подучавање руског језика и обуку за наставнике за учење на даљину.

## Центар за лингводидактику, језичко тестирање и помоћ миграционој политици
Центар за лингводидактику, језичко тестирање и помоћ миграционој политици организује и спроводи државно тестирање из руског језика страних држављана и лица без држављанства која желе да добију радну дозволу у Руској Федерацији ( радници мигранти ), страних држављана и лица без држављанства који желе да добити држављанство Руске Федерације. Они који су успјешно положили тест добијају одговарајући државни сертификат Руске Федерације на руском језику  .
Центар за лингводидактику, језичко тестирање и помоћ миграционој политици од 1992. године ради на пољу потврђивања нивоа знања руског као страног језика. За то вријеме освојено је 6 нивоа знања руског језика у свакодневној комуникацији одраслих (према европској скали - нивои А1-Ц2), 6 нивоа знања руског језика за свакодневну комуникацију за школарце (према европској скали - нивои А1-Ц2), 3 нивоа знања руског језика за пословну комуникацију (Б1-Ц1 ) и 4 нивоа знања руског језика у међународном туристичком пословању (РЕТ-0 - РЕТ-3 ).
У развоју система тестирања Центра учествовали су запослени Државног института за руски језик А. С. Пушкина:
дописни члан Руске академије наука, доктор филолошких наука Митрофанова О.Д,
кандидат педагошких наука Степанова Е.М,
кандидат педагошких наука Журављева Л. С,
кандидат педагошких наука Трусхина Л. Б,
кандидат педагошких наука Корцхагина Е. Л,
кандидат педагошких наука Лаврова Н. В,
педагошких наука Исаев Н. П,
кандидат педагошких наука Схиманиук Е. Г,
кандидат педагошких наука Корепанова Т.Е,
кандидат педагошких наука Калиновскаја М.М,
Центар за ингуодидактику, језичко тестирање и помоћ миграционој политици организује и спроводи испите у Русији и иностранству у 15 земаља свијета у 35 испитних центара. За сваку сесију се развијају затворене верзије тестова.
Од 2008. године је члан АЛТЕ (Европско удружење тестера језика).

## Основна организација ЗНД за наставу руског језика
Статус Основне организације држава чланица Заједнице независних држава за наставу руског језика добио је Државни институт за руски језик. А. С. Пушкина одлуком Савјета шефова влада ЗНД од 20. новембра 2013. године. Циљеви стварања Базне организације за наставу руског језика ЗНД: организациона, образовна, методолошка и кадровска подршка ширењу и подучавању руског језика, руске књижевности и културе од стране стручњака из земаља чланица ЗНД, узимајући у обзир потребе интеграционе интеракције држава чланица Комонвелта.
Главне активности организације базе су:
- Реализација у оквиру ЗНД основних образовних програма високог образовања и додатних стручних програма, укључујући:
  - оспособљавање наставника на специјалности „Руски језик и књижевност“ са специјализацијом за наставу руског као страног/нематерњег језика;
  - усавршавање наставника руског језика;
  - усавршавање научних и педагошких кадрова организовањем различитих облика последипломског образовања.
- Развој и продубљивање сарадње са образовним, научним и истраживачким организацијама земаља чланица ЗНД.
- Развој, апромација и дистрибуција наставног, методичког и истраживачког материјала из области наставе руског језика.

У оквиру организације базе формиран је Јавни савјет од представника образовних и научних структура земаља чланица ЗНД.

## Издавачка дјелатност
Сваке године Државни институт за руски језик имена А. С. Пушкин објављује десетине научних монографија, образовних и методолошких развоја: уџбенике, радне свеске материјали за лекције - све што вам омогућава да обезбједите висок ниво наставе руског језика у зидовима института и широм света. Међу ауторима уџбеника професора Пушкинског института су: А. Н. Шукин, Л. Л. Вохмина, Л. Б. Трушина, И. А. Орекхов. За помоћ наставницима који раде у Русији и иностранству, Институт већ дуги низ година издаје стручну периодику, од којих је главни часопис Руски језик у иностранству.

### Руски језик у иностранству
Часопис су 1967. године креирали ентузијасти РФЛ-а на челу са В. Г. Костомаровим. Године 1971. године публикација је добила међународни статус као орган МАПРИАЛ-а. Излази 6 пута годишње. За више од 55 година објављено је више од 300 примјерака. Дистрибуирано је у 30 земаља Европе и Азије. Публикација објављује образовне материјале за употребу у настави руског као страног језика, текстове за лектиру, методичке и језичке израде, новинске извештаје из области наставе руског као страног језика. „Руски језик у иностранству“ уврштен је на листу водећих рецензираних публикација које препоручује ВКС Руске Федерације, у којима се могу објављивати резултати научних истраживања кандидата за звање доктора и кандидата наука. Часопис је укључен у базу података Руског индекса научног цитирања (РСЦИ). Веб-сајт: http://journal.pushkin.institute  Профил РСЦИ: https://elibrary.ru/title_about.asp?id=9077.

### Свјетске руске студије:серија специјалних издања часописаРуски језик у иностранству
Пројекат Института Пушкин, чија је сврха да да свакој земљи у којој се воли и проучава руски језик, да се изјасни о својој јединственој научној школи. Пилот број 2015. године био је часопис Финске руске студије. Захваљујући активном раду специјалиста из ханојског огранка Института Пушкин, појавио се други специјални број – „Вијетнамске руске студије”. Тренутно је објављено више од 20 часописа о руским студијама из земаља као што су Јужна Кореја, Кина, Француска, САД, Енглеска, Кина, земље ЗНД, итд. Публикације су бесплатно доступне на сајту института: https://www.pushkin.institute/sciences/russkiy_yazyk_za_rubezhom  на порталу  „Образовање на руском”: https://journal-rla.pushkininstitute.ru/ Архивирано на веб-сајту  (30. децембар 2022)

### Међународни постдипломски гласник
Основан је 2008. године као додатак часопису „Руски језик у иностранству” како би се дипломираним студентима и кандидатима за докторске студије из различитих земаља омогућило да објаве резултате својих истраживања спроведених у процесу рада на дисертацијама. У 2017. години публикација је добила нови сертификат о регистрацији и постала званични научни часопис Института Пушкин. Уврштен је на листу водећих рецензираних публикација које је препоручила Виша атестациона комисија Руске Федерације и укључена је у базу података Руског индекса научних цитата (РСЦИ). Страница часописа: https://journal.pushkin.institute/aspvest/

### Типологија морфосинтаксичких параметара
Часопис отвореног приступа из теоријске лингвистике и лингвистичке типологије. Наставља традицију годишњих издања серије „Типологија морфосинтаксичких параметара“ (2014–2017.), објављене на Московском државном универзитету за хуманистичке науке. М. А. Шолохов, Московски државни педагошки универзитет и  А. С. Пушкина. Мисија публикације је да подржи радове који комбинују савремене истраживачке методе са интересовањем за анализу материјала језика различитих структура, у објављивању најзначајнијих материјала и расправа из области теоријске и типолошке лингвистике, у обезбјеђивању дијалога између различитих теоријских платформи и школа истраживања у руској и страној лингвистици. Часопис је укључен у базу података Руског индекса научних цитата (РСЦИ) и у бази Европски референци. Сајт часописа: https://tmp.sc/

### Руски говор
Научно-популарни часопис Института за руски језик. В. В. Виноградова Руска академија наука, Државни институт за руски језик. А. С. Пушкина и Руске академије наука злази од јануара 1967. године. Часопис је индексиран у информационо-аналитичком систему научног цитирања РСЦИ и укључен је у листу рецензираних публикација Високе атестационе комисије Руске Федерације.

## Догађаји
6. јуна 2011. године  А. С. Пушкина је посјетио трећи председник Руске Федерације Д. А. Медведев. Својим указом је 6. јун прогласио Даном руског језика .
22. маја 2017. године на Универзитету у Хавани отворена је Катедра за руски језик Института Пушкин. Раније је огранак Института у Хавани постојао од 1977. године до раних 1990-их .
Предсједник Русије, Владимир Путин, посјетио је 29. маја 2017. године Институт Пушкин, који дјелује на територији Руског духовно-културног православног центра у Паризу. Заједно са градоначелницом Париза Аном Идалго, председник Русије присуствовао је проби дјечјег концерта који се припрема за Дан руског језика .
Универзитет је 2022. године ушао у Међународну ранг листу Три универзитетске мисије, гдје је заузео позицију у распону од 901-1000  од 1800 универзитета у свету. У предметним оцјенама РАЕКС је заузео 9. место у смјеру „Филологија и новинарство“ .

## Партнерска мрежа "Пушкинов институт"
Партнерска мрежа Института Пушкин је добровољно удружење правних лица која дијеле заједничке приступе промоцији и популаризацији руског језика и књижевности, а такође су активна у стварању услова за обезбјеђивање приступа програмима за учење руског језика, отворено образовање на руском језику.
У јулу 2013. објављени су планови за стварање мреже центара за проучавање руског језика у иностранству под општим називом „Пушкинов институт“. Претпоставља се да је Државни институт за руски језик по имену А. С. Пушкин. Заправо, Институт већ има релевантно искуство: 1970-1980. године огранци Института су функционисали у различитим земљама. Неки од њих настављају да раде као независне организације, укључујући Атински институт за руски језик. А. С. Пушкин , огранак у Ханоју (потоњи је задржао назив „Ханојски огранак Института за руски језик. А. С. Пушкина"
Партнерска мрежа обухвата 35 центара. 32 центра су  заснована на партнерским организацијама и 3 центра - у Паризу, Хавани и Ханоју су независни центри. Главна организација партнерске мреже „Пушкинов институт" је Државни институт за руски језик. А. С. Пушкина.
Главни циљеви партнерске мреже Института:
- очување и промоција руског језика у свијету;
- пружање приступа висококвалитетним програмима обуке и развоја на руском језику за грађане различитих земаља;
- очување и развој културног и језичког насљеђа изворних говорника руског језика.

## Међународни волонтерски програм „Амбасадори руског језика у свијету“
„Амбасадори руског језика у свијету“ је међународни волонтерски програм, чији учесници (студенти, дипломци и млади професионалци од 18 до 35 година) упознају стране ученике и студенте са руским језиком, културом и књижевношћу користећи алате за игру и интерактивне форме, а такође унапређују писменост и популаришу књижевност међу руском дјецом и омладином.
Програм спроводи Државни институт за руски језик А. С. Пушкина од 2015. године уз подршку државних органа, Фонда предсједничких грантова и А. М. Горчакова.
Програм „Амбасадори руског језика у свијету“ је у децембру 2020. године постао финалиста такмичења „Добровољац Москве 2020“ и полуфиналиста такмичења „Добровољац Русије 2020“.
Циљеви програма:
1. увођење ефикасних механизама за коришћење волонтерских форми и укључивање младих у волонтерске (волонтерске) активности на промоцији руског језика и образовања на руском језику, као иу области очувања културног насљеђа Руске Федерације;
2. унапређење, подршка и јачање позиција руског језика, као и популаризација националне културе, књижевности, образовања и руске науке међу дјецом и омладином у Русији и иностранству;
3. помоћ спољној политици Руске Федерације у изградњи пријатељских и партнерских односа са другим државама.

Резултати имплементације Програма:
Према резултатима конкурсне селекције, 283 особе са 95 универзитета су постале учесници Програма (Организациони одбор је примио више од 5.500 пријава са 160 универзитета).
Од почетка реализације Програма, више од 47.000 школараца и студената из Русије и страних земаља постали су учесници едукативних манифестација амбасадора руског језика.
У 2021. години Програм је подржало Министарство науке и високог образовања Руске Федерације, као и Фондација за подршку јавне дипломатије им. А. М. Горчаков.
Од 2015. године реализовано је више од 55 едукативних експедиција .
Институт Пушкин проглашен је за побједника „Регионалног развоја. Најбољи за Русију“, номинација: „Најбоља образовна експедиција“, категорија: „Наука и образовање“.

## Руководиоци

### Оперативни
- Н. С. Трукхановскаиа - др филолошких наука, ванредни професор, ректор Института (од 20. септембра 2022. године - данас).

### Бивши
- Ју. Е. Прохоров - доктор педагошких наука, доктор филолошких наука, професор, ректор Института (од 2001.године до 16. децембра 2013.године );
- В. Г. Костомаров - доктор филологије, професор, академик Руске академије образовања, ректор Института (1973-2000), председник Института (2001-2020);
- М. Н. Русетскаја — др, ректор Института (од 17. децембра 2013. године до 18. априла 2022. године ).

## Познати дипломци
- Аси, Доха (1970) - египатски писац, јавна личност, члан египатског парламента .

## Додатне чињенице
На територији Завода налазе се два споменика А. С. Пушкину:
- Споменик писцу у цјелости наспрам главног улаза у институт, у фоајеу 1. спрата (вајар Георгиј Франгуљан ).
- Биста на територији института (вајар Леонид Ватник).

## Линкови
- Интернет страница института Архивирано на веб-сајту  (7. децембар 2012)
- Страница Института на Eduscan.net Архивирано на веб-сајту  (21. новембар 2020)
- Катедра за светску књижевност